# Marko Juvančič
Marko Juvančič, slovenski politik, * 18. september 1970.
Med letoma 2002 in 2007 je bil član Državnega sveta Republike Slovenije.